# Acrotrema intermedium
Acrotrema intermedium är en tvåhjärtbladig växtart som beskrevs av Thw. Acrotrema intermedium ingår i släktet Acrotrema och familjen Dilleniaceae. Inga underarter finns listade i Catalogue of Life.